# فرناندو فارياس
فرناندو فارياس (بالبرتغالية: Fernando Camilo Farias‏) (9 مارس 1986 بريو دي جانيرو في البرازيل - ) هو لاعب كرة قدم برازيلي في مركز الوسط. لعب مع سانتو أندريه ونادي أفاي لكرة القدم ونادي أمريكا ونادي الشباب ونادي سبورت ريسيفه ونادي سيارا ونادي شابيكوينسي ونادي كروزيرو ونادي غريميو بارويري وماريليا أتلتيكو ‏ ونادي بوتافوغو اس بي وShanghai Shenxin F.C. ‏ ونادي ميراسول ونادي أمريكا.

## روابط خارجية
- فرناندو فارياس على موقع قاعدة بيانات كرة القدم.إي يو (الإنجليزية)
- فرناندو فارياس على موقع ناشيونال فوتبول تيمز (الإنجليزية)
- فرناندو فارياس على موقع Soccerway.com (الإنجليزية)